# Revue biblique
 La Revue biblique – czasopismo naukowe wydawane od 1892 roku przez Francuska Szkołę Biblijną i Archeologiczną w Jerozolimie.
Założone przez Marie-Josepha Lagrange'a oraz Pierre'a Batiffola, jest najstarszym francuskim czasopismem biblistycznym. Pismo wydawane jest w Paryżu, a redakcją zajmuje się zakon dominikanów w Jerozolimie.
W pierwszych dekadach działalności pismo spotykało się z krytyką Watykanu (m.in. zakaz publikacji nałożony na Lagrange'a). Wynikało to z przyjęcia, pod wpływem odkryć XIX-wiecznych orientalistów, metody naukowej w pracach nad badaniem Biblii – tj. wyjaśnianie tekstów biblijnych poprzez historię, epigrafikę, archeologię czy filologię.
Zakres tematyki „La Revue biblique” obejmuje obecnie, poza badaniem tekstów biblijnych, zagadnienia tekstów apokryficznych, patrystycznych i rabinicznych, archeologię Palestyny i krajów sąsiednich oraz badanie języków Bliskiego Wschodu.